# بنفشه دره‌ای
 بنفشه دره‌ای(نام علمی: Viola vallicola) (دولپه‌ای) نام یک گونه از سرده بنفشه است.